# Уздринская пустынь
Уздринская, или же Уздренгская пустынь — женский монастырь Русской православной церкви, основанный в XVII веке близ впадения реки Уздры в реку Пую (книга «Православные русские обители» называет её Туей по неизвестной причине) в 112 верстах (около 120 километров) к юго-западу от г. Шенкурска (ныне — административный центр Шенкурского района Архангельской области).

## История
Строитель монастыря Сергий упоминается впервые в 1646 году. После того, как екатерининский манифест о секуляризации монастырских земель 1764 года ввёл понятие монастырских штатов, согласно ранжированию в которых монастыри получали государственное финансирование, пустынь была упразднена и к началу XX века приписана к Шенкурскому Свято-Троицкому монастырю (бывшему с момента упразднения в 1778 году мужским, однако вновь обращённом в женский в 1865 году). В 1800 году монастырю для рыбной ловли было выделено озеро Лум (Святое), а в 1857 году к монастырской земле был прибавлен лесной участок размером в 150 десятин (163 га) в Уздринской лесной даче.

В конце XIX века в обители был построен храм во имя Иоанна Предтечи (он до самого закрытия остался единственным храмом пустыни), дом с кельями для насельниц, скотный двор, гумно и баня. Престольный праздник, день памяти Иоанна Предтечи, отмечался 24 июня (7 июля по Григорианскому календарю).
Первые насельницы пустыни, лет 35 тому назад, пришедши сюда летом, поселились в шалаше и устроили трапезу на пне срубленного дерева. Упорно принялись они затем за вырубку леса, корчевали пни, расчищали, подняли почву и поставили первый хлеб. С каждым годом расчистка их расширялась. Под упорным трудом слабых, но настойчивых рук пустошь изменяла свой вид. <…> Нечасто приходят сюда люди мирские, в зимнее время буря заметает на недели и следы пути человека. «Как вы живёте, спрашивают, в числе 30 сестёр совершенно одиноко среди дремучего леса»? «Бог нас хранит, Божия Матерь и Великий Предтеча Креститель Господень» — отвечают насельницы. Труд и молитва, молитва и труд, вот пути человека, спасения ищущаго. −24-го июня храмовый праздник в пустыни. Приезжают священники ближних приходов соборно совершить службу. Приходит народ помолиться св. Предтече, посмотреть жизнь насельниц, подивиться их труду и уменью.
В 1911 году в пустыни проживало до 30 монахинь. После восстановления советской власти в Шенкурске в 1919 году инструктор губисполкома Цыкарев вызвался превратить Макарьевскую пустынь, также приписанную к Шенкурскому Свято-Троицкому монастырю, в трудовую коммуну, однако вскоре она была ликвидирована и присоединена к советскому хозяйству в Шенкурске. По всей видимости, то же самое произошло и с Уздринской пустынью: в 1920 году 31 монахиня работала в «Уздреньгском советском хозяйстве». Насельницы пустыни продолжали проводить богослужения и обряды. К 1925 году Свято-Троицкий монастырь был закрыт, как и приписанные к нему пустыни. Колокола из храма Уздринской пустыни были изъяты для передачи в Госфонд.